# Дьюри, Дэвид
Дэвид Роберт Кэмпбелл Дьюри (англ. David Robert Campbell Durie; род. 1944) — британский чиновник, губернатор Гибралтара с 2000 по 2003 годы.

## Биография
Родился в семье богатых военных традиций. Рос в Шотландии. Вместе с братом-близнецом Иэном обучался в Феттис-колледже.
В 1966 году Дьюри начал работу в Министерстве промышленности, затем посты в европейской Организации экономического сотрудничества и развития, администрации премьер-министра и Департаменте торговли и промышленности. В 1991 году получил пост министра и заместителя постоянного представителя Великобритании в ЕЭС. В 1995 вновь вернулся на работу в Департамент торговли и промышленности. В 2000 году оставил гражданскую службу.
С 2000 по 2003 год занимал пост Губернатора Гибралтара.
Женат, имеет троих дочерей.